# Orangutanger
Orangutanger (Pongo) er en slægt af store menneskeaber i Asien. Den består af de tre nulevende arter, Borneo-orangutang, Sumatra-orangutang og Tapanuli- orangutangen, der er de eneste egentligt trælevende arter blandt de store menneskeaber. Begge arter af orangutang er på IUCN's Rødliste over kritisk truede dyrearter. Navnet orangutang betyder "skovens menneske" på malaysisk (orang=menneske; utan=skov), og man mente engang, at de var en slags mennesker, som kunne tale, men ikke gjorde det for at undgå at blive sat i arbejde.

## Beskrivelse
Højden er hos hannen 140 cm med en vægt på 60-90 kg. Hunnen bliver op til 115 cm og vejer 40-50 kg. Armene hos en orangutang kan have en rækkevidde på op til 250 cm. Levetiden er op til 35 år i naturen. I zoologiske haver er den ældste registrerede orangutang 56 år.

## Levevis
Orangutanger lever i regnskove på Borneo og Sumatra. De voksne hanner lever alene. Hunner lever sammen med ungerne i seks til otte år, da den først da er klar til at passe på sig selv. Hunnen bliver kønsmoden i en alder af 8-10 år. Parringen kan finde sted året rundt. Drægtighedsperioden er 7,5-9 måneder. Antallet af unger er normalt kun en, sjældent to. Ungerne ammes i 2-3 år og får i løbet af deres første leveår desuden gennemtyggede frugter og grøntsager.

## Føde
Føden består af tropiske frugter, blade, skud, bark, insekter, frø og fugleæg. Orangutangen er i stand til at æde umoden frugt, hvilket giver den en fordel i forhold til andre frugtædende dyr. Orangutanger bruger grene som redskaber til at få fat i myrer og termitter.

## Status
I juli 2016 blev Borneos orangutang erklæret kritisk truet af IUCN, og dermed er begge orangutangarter på IUCN's Rødliste over kritisk truede dyrearter. Den ændrede status skyldtes, at en ny undersøgelse estimerede, at 86 procent af orangutangerne på Borneo vil forsvinde i perioden 1950 frem til 2025. Ifølge den danske organisation Red Orangutangen er den største trussel mod orangutangerne hovedsageligt rydningen af deres levesteder i regnskoven via skovbrande og landbrug, især anlæg af oliepalmeplantager.

## Nært beslægtet med mennesket
Ved hjælp af genteknologi har man kunnet vise, at orangutangen og mennesket er nært beslægtet. De store menneskeabers og menneskets genom er på omkring 20.000 gener, og forskellen mellem generne er ganske lille. Ny dansk forskning viser, at orangutangens gener er 97 %, gorillaens er 98 % og chimpansens er 99 % de samme som menneskets gener.

## Klassifikation
Der findes to arter i slægten Pongo:
Slægt: Pongo
- Pongo pygmaeus (Borneo-orangutang).
- Pongo abelii (Sumatra-orangutang).